# Шишкин, Михаил Валерьевич
Михаи́л Вале́рьевич Ши́шкин (род. 4 сентября 1980, Москва, СССР) — российский футболист, защитник.

## Карьера
Воспитанник спортивной школы московского «Локомотива». В 1998—2000 годах выступал за молодёжную команду «железнодорожников», но в основной состав ему пробиться не удалось. В 2001—2002 годах на правах аренды защищал цвета красноярского «Металлурга» и «Волгарь-Газпрома». В 2003 году перешёл в клуб чемпионата Казахстана «Женис», в составе которого стал обладателем Кубка Казахстана и серебряным призёром чемпионата. В 2006 году пополнил ряды «Атырау». В 2009 году вернулся в Россию, подписав контракт с ФСА. В 2010 году перешёл в «Калугу». Завершил карьеру в 2013 году в костромском «Спартаке».

## Достижения
- Обладатель Кубка Казахстана: 2005
- Бронзовый призёр чемпионата Казахстана: 2003
- Серебряный призёр зоны «Запад» Второго дивизиона России: 2011/12